# Spektrometr

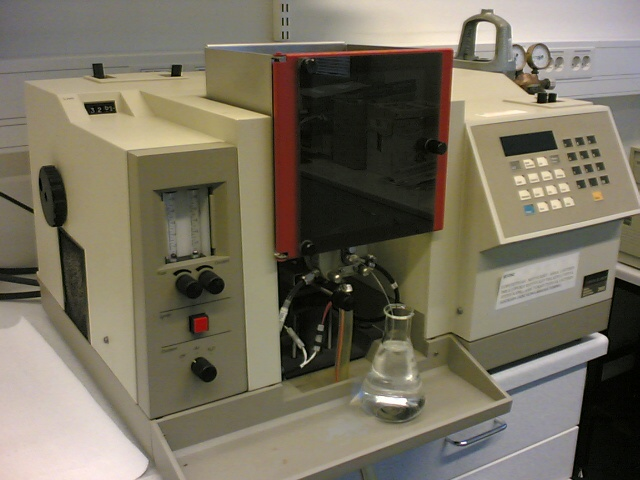
Atomový absorpční spektrometr

Spektrometr je druh vědeckého přístroje umožňující měřit spektrum světla či elektromagnetického záření mimo viditelnou oblast. Rozlišuje tedy na jakých vlnových délkách je nesena jak velká část jeho celkové intenzity.
Spektrometry lze zkoumat například prvkové chemické složení vzorku na bázi měření spektra odraženého světla a jeho absorpci ve vzorku nebo na základě měření spektra světla vznikajícího ve vzorku po vnější excitaci (plazmou, jiskrou, RTG zářením, ...), protože různé chemické prvky vykazují v různých chemických vazbách různé spektrální vlastnosti.
Kromě analýzy prvkového chemického složení jsou spektrometry také využívány pro měření spektrálních závislostí optických vlastností materiálů – odrazivosti, propustnosti, emisivity a pohltivosti.
Spektrometry se často využívají při kosmickém průzkumu u sond pro získávání dat o složení těles. Dále pak pro měření optických vlastností, při výrobě materiálů, řízení výroby a kontrolách chemického složení.

## Druhy spektrometrů
- Infračervený spektrometr (disperzní nebo s Fourierovou transformací)
- Ultrafialový spektrometr
- Ramanův spektrometr
- Rentgenový spektrometr